# Шебалин, Виссарион Яковлевич
Виссарио́н Я́ковлевич Шебали́н (29 мая [11 июня] 1902, Омск, Акмолинская область, Российская империя — 29 мая 1963, Москва, РСФСР, СССР) — советский композитор, музыкальный педагог, профессор. Ректор Московской консерватории (1942—1948). Народный артист РСФСР (1947). Лауреат двух Сталинских премий первой степени (1943, 1947). Доктор искусствоведения (1941). Депутат ВС РСФСР 2 созыва.

## Биография
Родился 29 мая (11 июня) 1902 года в Омске, в семье преподавателя математики Омской гимназии Якова Васильевича Шебалина и домохозяйки Аполлинарии Аполлоновны Шебалиной. Имел сестёр Надежду и Галину. В 1912 году Я. В. Шебалин начал работать воспитателем и учителем музыки в Омском среднем сельскохозяйственном училище и в 1915 году вся семья поселилась на территории училища. Здесь он организовал певческий хор с ансамблем музыкальных инструментов. После образования СибНИИСХоза Я. В. Шебалин заведовал в нём научной библиотекой.
Систематическое музыкальное образование Виссарион Яковлевич начал получать в фортепианных классах омского отделения Русского музыкального общества (РМО) в десятилетнем возрасте. После окончания гимназии в 1919 году поступил на агрономический факультет Сибирского института сельского хозяйства и промышленности, где учился полтора года. В 1921 году написал своё первое сочинение — «Скерцо для большого оркестра», а также несколько фортепианных пьес. Входил в футуристическую литературно-художественную группу «Червонная тройка» (1921—1922), куда входили также В. Уфимцев и Л. Н. Мартынов (литературный псевдоним — «В. Я. Тепляков»). В 1921—1923 годах учился в Омском музыкальном училище по композиции у М. И. Невитова (ученика Р. М. Глиэра) и классе фортепиано Б. Медведева.
В 1923—1928 годах учился в МГК имени П. И. Чайковского по классу композиции у Н. Я. Мясковского и по классу рояля — у Н. Н. Кувшинникова. В 1920-х годах Шебалин был членом Ассоциации современной музыки; входил в неформальное объединение московских музыкантов, группировавшееся вокруг Н. Я. Мясковского (так называемый «Ламмовский кружок», собиравшийся в квартире педагога консерватории П. А. Ламма); был близким другом Д. Д. Шостаковича. С 1928 года преподавал композицию в МГК имени П. И. Чайковского и был её ректором (1942—1948); снят с должности после постановления о борьбе с формализмом (Об опере «Великая дружба» В. И. Мурадели), впоследствии вернулся в консерваторию и работал на кафедре композиции.
Шебалин — выдающийся педагог, среди его учеников крупнейшие композиторы страны: Т. Н. Хренников, О. Б. Фельцман, К. С. Хачатурян, Б. А. Чайковский, А. Н. Пахмутова, Ю. М. Чичков, А. Николаев, В. Тормис, Э. В. Денисов, С. А. Губайдулина, Б. А. Мокроусов, Л. В. Фейгин, С. Ю. Урбах и др.
Композитор Шебалин работал практически во всех основных жанрах, в том числе создал много музыки к драматическим спектаклям, радиопостановкам, кинофильмам. Среди драматических спектаклей, к которым В. Шебалин написал музыку, числится драматический памфлет в 11 картинах Самуила Годинера «Джим Куперкоп», премьера которого состоялась 15.02.1930 на сцене Еврейского государственного театра в Белоруссии. Особенно выделяется опера «Укрощение строптивой» по В. Шекспиру (1957), а также хоры без сопровождения на стихи русских и советских поэтов и некоторые романсы. В своё время заметным событием музыкальной жизни была его симфония «Ленин» на стихи В. В. Маяковского (1931; вторая редакция 1959).
Шебалин был одним из самых культурных и эрудированных музыкантов своего поколения; серьёзность, интеллектуальность, некоторая академичность стиля сближают его с Н. Я. Мясковским. Он блестяще завершил и инструментовал незаконченную оперу М. П. Мусоргского «Сорочинская ярмарка», получившую благодаря этому широкое распространение; работал также над инструментовкой незавершенной оперы Мусоргского — «Саламбо». Он восстановил партитуру Симфонии на две русские темы М. И. Глинки, создал свою редакцию (для постановки в Свердловске) оперы С. С. Гулака-Артемовского «Запорожец за Дунаем» и др.
Профессор (1935). Доктор искусствоведения (1941). Депутат ВС РСФСР 2 созыва.
Умер 29 мая 1963 года. Похоронен в Москве на Новодевичьем кладбище (участок № 8).

## Семья
- Жена — Алиса Максимовна Губе (1901—2002) (официально — только с 1953 года), немецкого происхождения, педиатр, училась в Сорбонне. Её отец, Макс Гугонович (Максим Григорьевич) Губе, был коммивояжёром (после 1917 года — бухгалтером), а мать, Анна Фёдоровна Пфафф — из семьи производителей швейных машинок (Pfaff); оба родились и жили в Москве.
  - Сын — Николай Виссарионович Шебалин (1927—1996), сейсмолог.
    - Внук — Пётр Николаевич Шебалин (род. 1956), геофизик и сейсмолог, член-корреспондент РАН (2019).

  - Сын — Дмитрий Виссарионович Шебалин (1930—2013), альтист, педагог МГК имени П. И. Чайковского, артист квартета имени Бородина.
  - Сын — Никита Виссарионович Шебалин (1938—1995), филолог-классик.

## Архив
Фонд Виссариона Яковлевича Шебалина хранится в Российском государственном архиве литературы и искусства под номером 2012. Всего в фонде собрано 1087 документов за 1908–1991 годы. Среди документов нотные рукописи композитора, музыка к фильмам, инструментовки. Кроме этого в фонде собраны письма, фотографии, рукописи статей.

## Сочинения

### Оркестровые произведения
- Симфония № 1 op.6 (1925)
- Симфония № 2 op.11 (1929)
- Симфония № 3 op.17 (1935)
- Симфония № 4 op.24 (1935)
- Симфония № 5 op.56 (1962)
- Симфония «Ленин» op.16 (1931)
- Симфониетта op.43 (1949—1951)
- Сюита № 1 op.18 (1935)
- Сюита № 2 op.22 (1935)
- Сюита № 3 op.61 (1963)

### Концерты
- Скрипичный концерт op.21 (1936—1940)
- Концертино для скрипки и струнного оркестра op.14/1 (1932)
- Концертино для валторны и струнного оркестра op.14/2 (1930)

### Вокальные произведения
- опера «Солнце над степью» op.27 (1939)
- опера «Укрощение строптивой» op.46 (1957), автор либретто Абрам Гозенпуд
- опера «Немой рыцарь» по лирической комедии Е.Хелтаи

### Ансамблевые произведения
- Струнное трио op.4 (1924)
- Струнный квартет № 5 фа мажор, op. 33 (на темы славянских народов) (1942)
- Соната для скрипки и альта op.35 (1944)
- Соната для альта op.51/2 (1954)
- Соната для скрипки op.51/1 (1958)
- Соната для виолончели op.51/3 (1960)
- Струнный квартет № 9 си минор, op. 58 (1963

### Фильмография
- 1929 — Турксиб (документальный)
- 1932 — Дела и люди
- 1933 — Рваные башмаки
- 1937 — Гобсек
- 1937 — Пугачёв
- 1938 — Семиклассники
- 1939 — Социалистическое животноводство (документальный)
- 1939 — В таёжных далях
- 1941 — Фронтовые подруги
- 1947 — Глинка
- 1947 — Повесть о «Неистовом»
- 1950 — Жуковский
- 1950 — Заговор обречённых
- 1952 — Волки и овцы
- 1952 — Композитор Глинка
- 1952 — Садко (редакция музыки Римского-Корсакова)
- 1952 — Мастера Малого театра (документальный)
- 1954 — Ромео и Джульетта (фильм-балет, переработка и редакция музыки Прокофьева)
- 1964 — Укрощение строптивой (фильм-спектакль)

## Награды и звания
- Сталинская премия первой степени (1943) — за «Славянский квартет»[8]
- Сталинская премия первой степени (1947) — за кантату «Москва»
- заслуженный деятель искусств РСФСР (25.10.1942)
- народный артист РСФСР (1947)
- орден Ленина (28.12.1946)
- орден Трудового Красного Знамени (1944)
- медали

## Память
- С 1963 года имя Шебалина носит Музыкальное училище в Омске (будущий композитор учился в нём в 1920-х годах и был одним из первых его выпускников)[9].
- Детская музыкальная школа № 48 в Москве носит имя В. Я. Шебалина[10].
- Леонид Мартынов в память о своём друге юности написал стихотворение «Баллада о Виссарионе Шебалине» (1965)[11].